# Carthage (Nueva York)
Carthage es una villa ubicada en el condado de Jefferson en el estado estadounidense de Nueva York. En el año 2000 tenía una población de 3,721 habitantes y una densidad poblacional de 571 personas por km².

## Geografía
Carthage se encuentra ubicada en las coordenadas 43°58′52″N 75°36′25″O / 43.98111, -75.60694.

## Demografía
Según la Oficina del Censo en 2000 los ingresos medios por hogar en la localidad eran de $23,583, y los ingresos medios por familia eran $32,083. Los hombres tenían unos ingresos medios de $31,397 frente a los $18,713 para las mujeres. La renta per cápita para la localidad era de $13,029. Alrededor del 23.5% de la población estaban por debajo del umbral de pobreza.

## Personajes célebres
El director de cine John Carpenter es originario de Carthage.